# Dutar
Il dutar (anche dotar o doutar, 
in persiano دوتار‎; in tagico дутор?; 
uiguro:دۇتتار; uzbeco: dutor; cinese 都塔爾T, 都塔尔S, Dōu tǎ ěrP) è un tradizionale liuto a due corde a manico lungo diffuso in Iran e Asia centrale. Il suo nome deriva dalla parola persiana dal significato di "due corde", دوتار do tār (دو do "due",تار tār "corda"), sebbene il dutar di Herat, nell'Afghanistan, abbia quattordici corde. Quando vengono suonate, le corde vengono solitamente pizzicate dagli  uiguri della Cina occidentale mentre vengono pizzicate e sfregate dai tagiki, turkmeni e uzbeki. Uno strumento simile è il kazako dombra. Il Dutar è anche uno strumento importante tra i curdi del Khorasan del quale Haj Ghorban Soleimani di Quchan era un noto virtuoso. Nel nord del Kurdistan chi suona il dutar è chiamato bakci (bakhshi), mentre in  azero è detto aşık. La musica bakhshi del Khorasan è stata riconosciuta patrimonio orale e immateriale dell'umanità.
Al tempo delle origini del dutar, nel XV secolo, era un umile strumento dei pastori e le sue corde erano fatte di catgut. Tuttavia, con l'apertura della Via della seta, il catgut cedette il passo a corde realizzate con seta importata dalla Cina. Ad oggi alcuni strumenti sono ancora dotati di corde in seta, sebbene vengano comunemente usate anche le corde di nylon.
Il dutar ha un suono dolce e caldo e le dimensioni tipiche dello strumento, a forma di pera, vanno da uno a due metri.